# IC 4566
IC 4566 est une vaste galaxie spirale située dans la constellation du Bouvier. Sa vitesse par rapport au fond diffus cosmologique est de 5 643 ± 6 km/s, ce qui correspond à une distance de Hubble de 83,2 ± 5,8 Mpc (∼271 millions d'al). Cette galaxie a été découverte par l'astronome américain Edward Barnard en 1890.
La classe de luminosité d'IC 4566 est I-II. Selon la base de données Simbad, IC 4566 est une galaxie LINER, c'est-à-dire une galaxie dont le noyau présente un spectre d'émission caractérisé par de larges raies d'atomes faiblement ionisés.

## Groupe d'IC 4562
Selon Abraham Mahtessian, IC 4566 fait partie du groupe d'IC 4562, la galaxie la plus brillante de ce groupe. Ce groupe de galaxies compte au moins six membres. Les cinq autres galaxies du groupe sont NGC 5934, NGC 5945, IC 4562, IC 4564 et IC 4567.